# Nossa Senhora dos Milagres

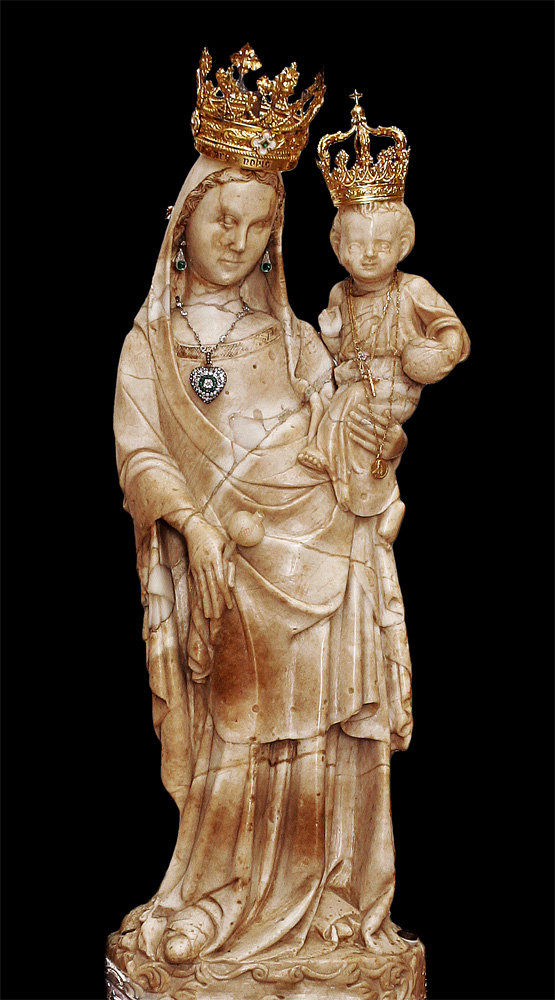
A Virgen de los Milagros de la Rábida.

Nosssa Senhora dos Milagres é uma das múltiplas invocações de Maria, mãe de Jesus utilizadas na Igreja Católica Romana. A invocação está normalmente associada a uma imagem de culto específica, que é venerada em geral no contexto de um acontecimento considerado milagroso pelos seus devotos, e tem origem na imagem de Santa María de La Rábida, do século XIII, hoje no santuário do Mosteiro de La Rábida (Huelva). Existem centenas de igrejas e ermidas com esta invocação, sendo particularmente notável a Igreja de Nossa Senhora dos Milagres da Serreta (Açores), destino de uma peregrinação anual que movimenta muitos milhares de pessoas.